# Liste der denkmalgeschützten Objekte in Eichkögl
Die Liste der denkmalgeschützten Objekte in Eichkögl enthält das einzige denkmalgeschützte, unbewegliche Objekt der Gemeinde Eichkögl im steirischen Bezirk Südoststeiermark.

## Denkmäler
| Foto |                 | Denkmal                                                               | Standort                | Beschreibung | Metadaten |
| ---- | --------------- | --------------------------------------------------------------------- | ----------------------- | --- | --- |
| ja   | Datei hochladen | Kath. Pfarrkirche Mariae Heimsuchung HERIS-ID: 31099 Objekt-ID: 28024 | Standort KG: Erbersdorf | 1853 wurde die Wallfahrtskapelle Klein-Mariazell aus einem Gelöbnis nach einer Heilung geweiht. Die Kirche wurde von 1883 bis 1890 als neubarocker Bau errichtet und 1890 geweiht und 1926 zur Pfarrkirche erhoben. | BDA-Hist.: Q20746924 Status: § 2a Stand der BDA-Liste: 2025-06-30 Name: Kath. Pfarrkirche Mariae Heimsuchung GstNr.: .52/4 Pfarrkirche Eichkögl |